# Ichhawar
Ichhawar és una ciutat i nagar panchayat (equivalent a municipi) al districte de Sehore a l'Índia, estat de Madhya Pradesh a 23° 01′ N, 77° 01′ E / 23.02°N,77.02°E. Consta al cens del 2001 amb 12.688 habitants. La població el 1901 era de 4.352 habitants.
La ciutat fou edificada sobre l'antic poble de Lakshmipura. El 1568 Joan Felip de Borbó de Navarra, cosí del rei Enric IV de França, va arribar a l'Índia i va entrar al servei d'Akbar el Gran, i es va casar amb una dona de nom Juliana, germana d'una de les esposes de l'emperador que era cristiana, rebent el títol de nawab. Els seus descendents van seguir al servei de l'emperador. Els marathes van ocupar Ichhawar el 1716 i hi van construir un fort.
Els Borbons van servir als emperadors mogols fins que el 1739, quan Nadir Shah de Pèrsia va saquejar Delhi, es van refugiar al fort de Shergah que posseïen en jagir del raja de Narwar. Van restar segurs a Narwar fins al 1778 quan el raja va començar a desconfiar del seu poderós feudatari, i va atacar Shergah, massacrant a tota la família excepte quatre que van poder escapar a Gwalior. Quan aquesta ciutat fou capturada el 1780 pel major Popham, els britànics van cedir alguns territoris a aquestos Borbons, i un d'ells, Salvador Borbó es va posar al servei del principat de Bhopal i va esdevenir general del seu exèrcit. El seu fill Baltasar Borbó fou ajudant de Wazir Muhammad, ministre principal i virtual sobirà de Bhopal, i fou peça clau pel tractat del 1818, pel qual Ichhawar va passar a Bhopal, i del qual fou un dels signataris. Els Borbons van rebre Ichhawar en jagir i alguns membres de la família van residir a la ciutat. El 1857 els fugitius d'Agar foren amigablement rebuts per Joan de Silva i membres de la familia Borbó. Encara avui diu membres de la família viuen a la zona.